# Tanakaea
Tanakaea là một chi thực vật có hoa trong họ Saxifragaceae.